# Eurydinoteloides syrphidis
Eurydinoteloides syrphidis är en stekelart som först beskrevs av Girault 1916.  Eurydinoteloides syrphidis ingår i släktet Eurydinoteloides och familjen puppglanssteklar. Inga underarter finns listade i Catalogue of Life.